# Chalcomela nitida
Chalcomela nitida is een keversoort uit de familie bladkevers (Chrysomelidae). De wetenschappelijke naam van de soort werd in 1856 gepubliceerd door Joseph Sugar Baly.